# 인도-파키스탄 관계
인도와 파키스탄은 복잡하고 대체로 적대적인 관계를 맺고 있으며, 이는 역사적, 정치적 사건들, 특히 1947년 8월, 영국령 인도의 분할에 뿌리를 두고 있다.
제2차 세계 대전 2년 후, 영국은 영국령 인도를 공식적으로 해체하고 인도 자치령과 파키스탄 자치령이라는 두 개의 새로운 주권 국가로 분할했다. 구 영국 식민지의 분할로 최대 1,500만 명이 이주했으며, 힌두인과 무슬림이 각각 인도와 파키스탄에 도달하기 위해 래드클리프 라인을 가로질러 반대 방향으로 이주하면서 사망자 수는 수십만에서 100만 명에 달하는 것으로 추정된다. 1950년 인도는 힌두교가 다수를 차지하고 무슬림 소수가 많은 세속 공화국으로 부상했다. 얼마 지나지 않아 1956년 파키스탄은 무슬림이 다수를 차지하고 힌두교가 다수를 차지하는 이슬람 공화국으로 부상했으며, 1971년 방글라데시 독립 전쟁에서 패배한 후 동파키스탄이 방글라데시의 독립 국가로 분리되면서 힌두교 인구의 대부분을 잃었다.
양국은 공식적인 독립 직후 완전한 외교 관계를 수립했지만, 분단의 상호 영향과 다양한 왕자 국가에 대한 영토 분쟁의 출현으로 인해 양국 관계는 빠르게 가려졌다. 가장 큰 분쟁은 잠무 카슈미르의 분쟁이었다. 1947년 이후 인도와 파키스탄은 세 차례의 주요 전쟁과 한 차례의 미신고 전쟁을 치렀고, 수많은 무력 충돌과 군사적 대치를 벌였다. 카슈미르 분쟁은 방글라데시 독립 전쟁과 함께 발생한 1971년 인도-파키스탄 전쟁을 제외하고는 양국 간 모든 전쟁의 촉매제 역할을 해왔다.
인도-파키스탄 국경은 세계에서 가장 군사화된 국제 국경 중 하나이다. 1972년 심라 정상회담, 1999년 라호르 정상회담, 2001년 아그라 정상회담 등 다양한 평화 및 협력 이니셔티브와 함께 관계 개선을 위한 수많은 시도가 있었다. 이러한 노력에도 불구하고 파키스탄 측이 후원하는 국경을 넘는 테러 행위와 인도가 후원하는 전복적 행위가 반복되면서 양국 관계는 여전히 냉랭한 상태로 남아 있다. 더 나은 관계를 추구하기 위한 양측의 정치적 이점이 부족해지면서 양국은 "최소주의적 참여"의 시기를 맞이하게 되었다. 이를 통해 양국은 서로 "차가운 평화"를 유지할 수 있게 되었다.
북인도와 현재의 파키스탄 대부분은 인도아리아계 인구 구성에서 공통점을 가지며, 펀자브어, 신드어, 힌디어–우르두어 등 다양한 인도아리아계 언어를 모어로 사용하는 인구가 분포한다. 두 국가는 언어적, 문화적 유대를 지니고 있음에도 불구하고, 인도와 파키스탄 간의 교역 규모는 양국 경제 규모나 국경을 공유하는 점에 비해 매우 작다. 직접적인 경로를 통한 교역은 공식적으로 제한되어 있으며, 인도–파키스탄 교역의 대부분은 중동의 두바이를 경유하여 이루어진다. 2017년 BBC 월드 서비스 여론조사에 따르면, 인도인의 5%만이 파키스탄의 영향을 긍정적으로 평가했으며, 85%는 부정적으로 인식하고 있었다. 반면, 파키스탄인의 11%는 인도의 영향을 긍정적으로 평가했으며, 62%는 부정적인 시각을 드러냈다.

## 배경

### 분할 이전 시대
대부분의 영국 이전의 인도 침공 (무슬림 정복이 가장 큰 영향을 미쳤음)은 북서부에서 현대 파키스탄 영토를 통해 이루어졌다. 이러한 지리적 특성으로 인해 파키스탄은 인도 아대륙의 다른 지역보다 페르시아와 무슬림의 영향을 더 많이 흡수했으며, 이는 현대적으로 우르두어를 변형한 페르시아 문자 (참고: 북서부 남아시아)를 사용한 것에서 볼 수 있다.
1840년대에 신드주와 펀자브주는 영국령 인도에 합병되었다. 영국 역사학자 존 키는 영국령 인도의 나머지 지역은 일반적으로 조약과 비폭력적인 수단을 통해 통합되었지만, 현재 파키스탄의 대부분은 물리적으로 정복되어야 했다고 지적한다.

### 독립 중 갈등의 씨앗

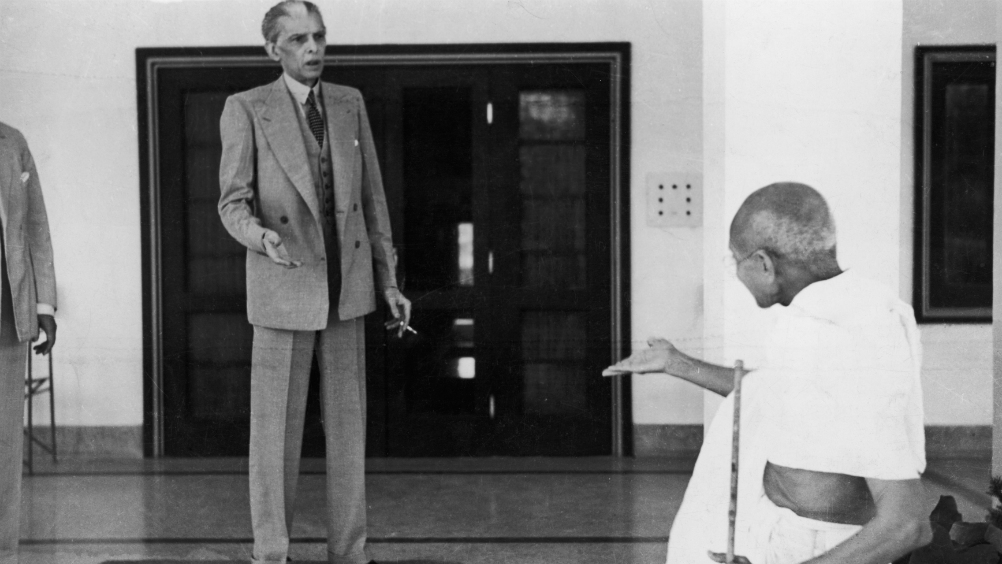
무함마드 알리 진나와 마하트마 간디는 열띤 대화를 나누었다. 최근 유명한 사진 한 장이 쿨완트 로이의 작품이다.

분할 직후 몇 달 동안 새로 형성된 두 주 사이에 대규모 인구 교환이 이루어졌다. 분할로 인해 인구 이동이 필요할 것이라는 생각은 없었다. 종교적 소수자들은 자신들이 거주하는 주에 머물 것으로 예상되었다. 그러나 주에 영향을 미치는 공동체 폭력으로 인해 인구 이동이 조직된 펀자브주에는 예외가 있었지만, 다른 주에는 적용되지 않았다.

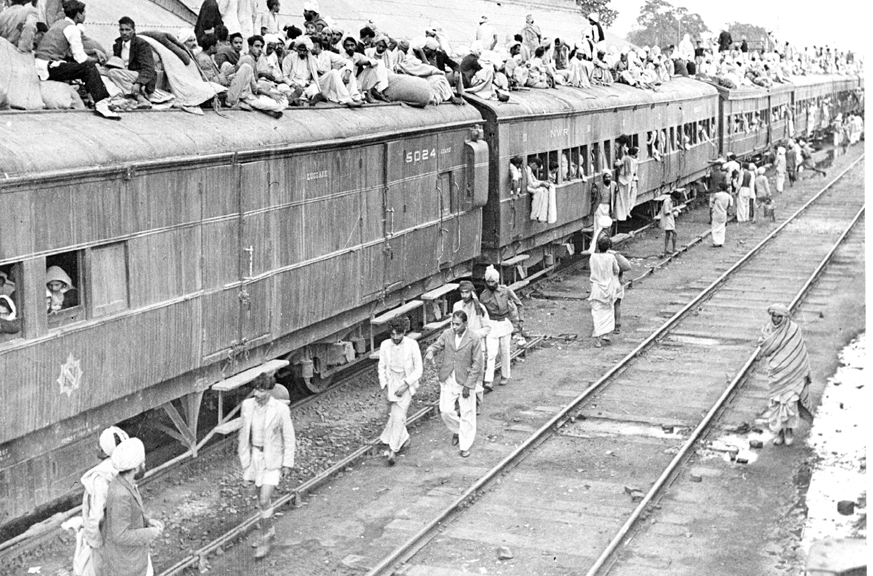
인도 분할 중 암발라 역에 있는 난민 특별 열차

영국령 인도의 분할은 이전의 영국령 펀자브주와 벵골 관구를 인도 자치령과 파키스탄 자치령으로 나누었다. 주로 무슬림이었던 서부 지역은 파키스탄의 펀자브주가 되었고, 대부분 힌두교와 시크교 동부 지역은 인도의 동부 펀자브주 (후에 새로운 펀자브주, 하리아나주, 히마찰프라데시주로 분할됨)가 되었다. 서부에는 많은 힌두교도와 시크교도가 살고 있었고, 동부에는 많은 무슬림이 살고 있었으며, 이러한 모든 소수 민족에 대한 두려움이 너무 커서 분할로 인해 많은 사람들이 이주하고 공동체 간 폭력이 발생했다. 일부 사람들은 펀자브의 폭력을 보복적인 집단 학살로 묘사했다. 분할 기간 동안 펀자브주 전역으로 총 이주한 사람은 약 1,200만 명으로 추정되며, 약 650만 명의 무슬림이 동부 펀자브주에서 서부 펀자브주로 이주했으며, 470만 명의 힌두교도와 시크교도가 서부 펀자브주에서 동부 펀자브주로 이주했다.
영국의 영국령 인도 분할 계획에 따르면 680개 번왕국 모두 두 나라 중 어느 나라에 가입할지 결정할 수 있었다. 소수를 제외한 대부분의 무슬림이 다수인 번왕국은 파키스탄에 가입했고 대부분의 힌두교가 다수인 번왕국은 인도에 가입했다. 그러나 일부 번왕국의 결정은 앞으로 파키스탄과 인도의 관계를 상당히 형성할 것이다.

#### 카슈미르 분쟁

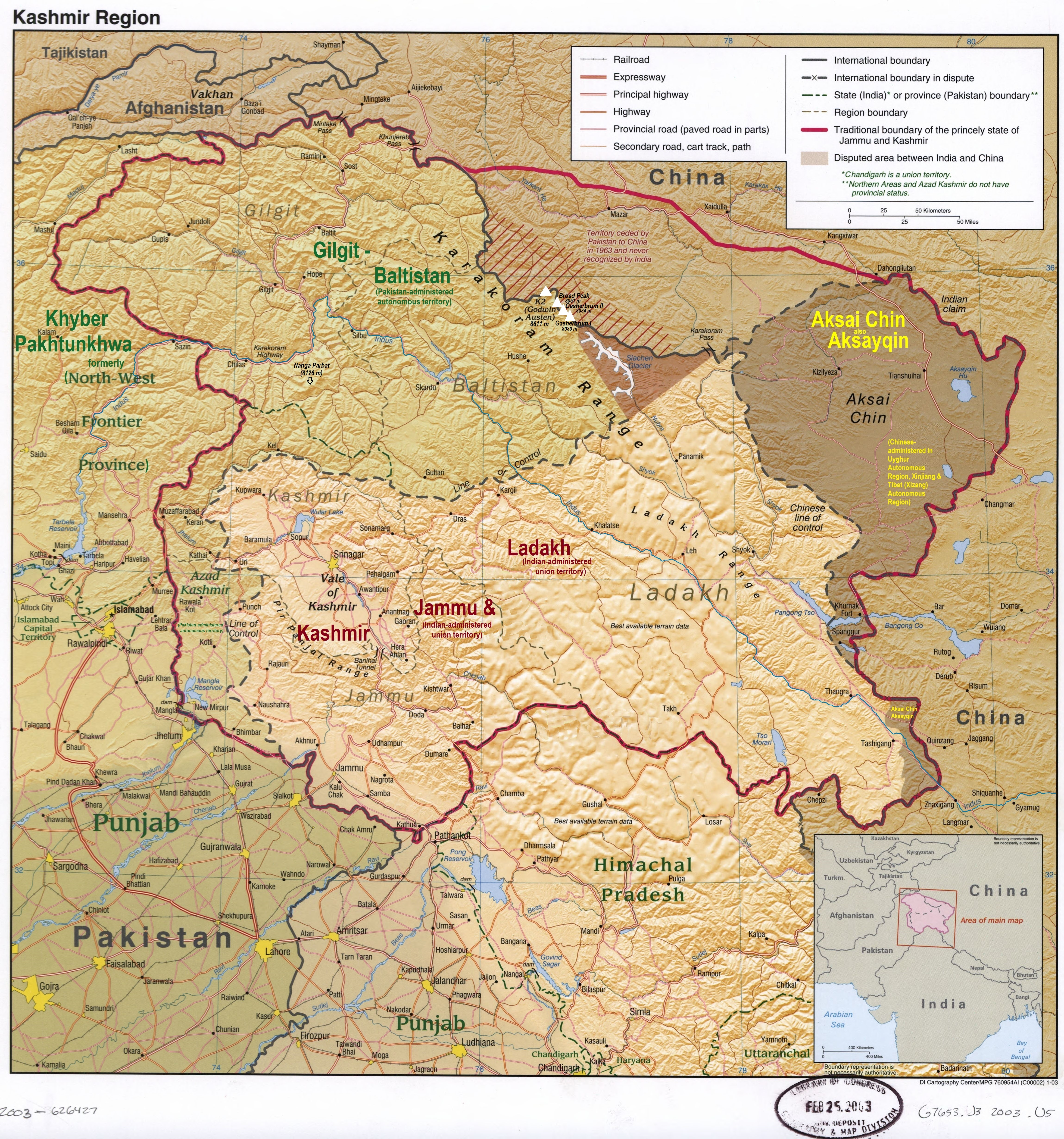
인도는 1947년에 체결된 가입 문서를 바탕으로 영국령 인도의 번왕국인 잠무 카슈미르 전체를 주장하고 있다.

카슈미르는 힌두교 왕인 마하라자 하리 싱이 통치하던 무슬림이 다수를 차지하는 왕자 국가였다. 인도가 분할될 당시, 국가의 통치자였던 마하라자 하리 싱은 독립을 선호했으며 인도 자치령이나 파키스탄 자치령에 가입하고 싶지 않았다.
파키스탄과의 교착 상태에도 불구하고 파키스탄 군대 팀이 카슈미르로 파견되었다. 파키스탄 준군사력의 지원을 받은 파슈툰인 마흐수드 부족은 1947년 10월, "굴마르 작전"이라는 암호명으로 카슈미르를 점령하기 위해 카슈미르를 침공했다. 마하라자 부족은 인도에 군사 지원을 요청했다. 인도 총독 마운트배튼 경은 인도가 군대를 파견하기 전에 마하라자 부족이 인도에 도착하도록 요구했다. 이에 따라 1947년 10월 26일부터 27일까지 가입 절차가 체결되어 수락되었다. 가입과 인도의 군사 지원은 국가 회의 당을 이끄는 인도의 정치 지도자 셰이크 압둘라의 지원을 받았으며, 압둘라는 다음 주에 국가 비상 관리 책임자로 임명되었다.
파키스탄은 인도에 대한 국가의 가입을 거부하고 반군과 침략 부족에 대한 전폭적인 지원을 통해 분쟁을 확대했다. 파슈툰인의 지속적인 보충이 조직되어 무기와 탄약, 군사 지도력을 제공했다.
인도 군대는 카슈미르 계곡에서 침입한 부족들을 퇴거시키는 데 성공했지만 겨울이 시작되면서 많은 국가를 통과할 수 없게 되었다. 1947년 12월, 인도는 분쟁을 유엔 안전 보장 이사회에 회부하여 신생 국가 간의 일반적인 전쟁 발발을 막기 위해 이를 요청했다. 안전 보장 이사회는 결의안 47호를 통과시켜 파키스탄에 카슈미르에서 모든 자국민을 철수할 것을 요청하고, 인도에 두 번째 단계로 군대의 대부분을 철수할 것을 요청했으며, 국민의 의사를 결정하기 위한 국민투표를 실시하겠다고 제안했다. 인도는 이 결의안을 거부했지만 1948년 말 파키스탄과 마찬가지로 유엔 위원회에서 협상한 적절히 수정된 버전을 받아들였다. 이듬해 1월 1일에 휴전이 선언되었다.
그러나 인도와 파키스탄은 국민투표의 서막으로 비무장화가 이루어지기 위한 적절한 조치에 합의하지 못했다. 파키스탄은 아자드 카슈미르 반군 전투 부대를 32개 대대로 구성된 완전한 군대로 조직했고, 인도는 비무장화의 일환으로 해산해야 한다고 주장했습니다. 합의에 도달하지 못했고 국민투표는 열리지 않았다.

#### 2025년 분쟁
2025년 4월 22일, 파할감 테러 공격으로 25명의 인도 관광객과 1명의 네팔 국민을 포함한 26명의 민간인이 사망한 사건 이후, 인도와 파키스탄의 관계는 극단적인 저점을 기록했다. 이 공격은 인도 측에 의해 파키스탄에 본거지를 둔 극단주의 이슬람 테러 단체 라슈카레 타이바의 분파인 이슬람 저항 전선에 의해 저질러진 것으로 주장되었으며, 양국은 보복 조치를 취하면서 수년 만에 최고조의 긴장을 초래했다. 후속 조사 결과, 파키스탄군의 엘리트 특수 서비스 그룹(SSG) 소속 전직 공수부대원 하심 무사가 이번 공격에 가담한 것으로 밝혀졌다. 무사는 불법으로 활동하는 테러 단체 라슈카레 타이바에 합류한 후, 2023년 9월, 카슈미르로 침투했다. 그의 SSG 출신 사실은 공격을 지원한 지지자들인 오버 그라운드 워커(OGW)들의 심문 과정에서 밝혀졌다.

## 전쟁, 분쟁 및 갈등
인도와 파키스탄은 독립 이후 수많은 무력 충돌에서 싸워왔다. 1947년, 1965년, 1971년 방글라데시 독립 전쟁 등 두 나라 사이에 일어난 세 가지 주요 전쟁이 있다. 이 외에도 1999년 비공식적인 카르길 전쟁과 일부 국경 분쟁이 있었다. 양국은 2003년 이후 불안정한 휴전 협정을 유지하고 있지만 분쟁 지역 전역에서 계속해서 총격전을 벌이고 있다. 양국은 공격에 대한 보복으로 총격을 가하고 있다며 휴전 협정을 위반한 상대방을 비난하고 있다. 분쟁 중인 국경 양쪽에서는 2016년 말부터 2018년까지 영토 분쟁이 격화되면서 수백 명의 민간인이 사망하고 수천 명의 노숙자가 발생했다.

### 카르길 전쟁
1998~99년 겨울 동안 인도군은 매년 그랬던 것처럼 카슈미르의 카르길 지역에서 매우 높은 봉우리에 있는 초소를 비웠다. 파키스탄군은 통제선을 넘어 침입하여 초소를 점령했다. 인도군은 1999년 5월 눈이 녹으면서 이 사실을 발견했다. 이로 인해 인도군과 파키스탄군 간의 격렬한 전투, 즉 카르길 분쟁이 발생했다. 인도 공군의 지원을 받은 인도군은 파키스탄이 점령했던 많은 초소를 되찾았다. 파키스탄은 이후 국제적인 압력과 높은 사상자 발생으로 인해 나머지 지역에서 철수했다.

### 카슈미르 분란
외교협회가 발표한 일부 보고서에 따르면 파키스탄 군부와 ISI는 알카에다 계열사인 자이쉬-에-모하메드를 포함해 카슈미르에서 활동하는 테러 단체에 비밀리에 지원을 제공했다. 파키스탄은 카슈미르에서 테러 활동에 대한 어떠한 개입도 부인하며 인도 통치에서 벗어나고자 하는 분리주의 단체에 대해서만 정치적, 도덕적 지원을 제공한다고 주장했다. 많은 카슈미르 무장 단체들도 파키스탄이 통치하는 카슈미르에 본부를 두고 있으며, 이는 인도 정부의 추가 증거로 인용되고 있다.
기자 스티븐 술레이만 슈워츠는 여러 무장 및 범죄 단체가 "파키스탄 군대, ISI 정보 기관 및 기타 국가 무장 단체의 고위 장교들의 지원을 받고 있다"고 지적한다.

## 경제 관계
인도와 파키스탄은 공식적인 무역을 축소하였으며, 양국이 속한 남아시아 지역은 전 세계에서 경제적으로 가장 통합되지 않은 지역으로, 역내 무역은 전체 무역의 약 5%에 불과하다. 그러나 약 100억 달러 규모의 비공식 양자 무역이 존재하며, 이 중 대부분은 파키스탄이 수입하는 상품으로 구성되어 있다.
2025년 인도-파키스탄 분쟁 기간 동안 양국 간의 해상 무역은 중단되었다.

## 사회적 관계

### 문화적 연결
인도와 파키스탄, 특히 인도 북부와 파키스탄 동부는 두 나라와 북부 아대륙의 많은 지역에 걸쳐 공통된 인도아리아인 유산으로 인해 어느 정도 유사한 문화, 요리, 언어를 가지고 있으며, 이는 두 나라 간의 역사적 유대를 뒷받침한다. 파키스탄 가수, 음악가, 코미디언 및 연예인들은 인도에서 광범위한 인기를 누리고 있으며, 많은 이들이 인도 영화 산업인 볼리우드에서 하룻밤 사이에 명성을 얻었다. 마찬가지로 인도 음악과 영화도 파키스탄에서 매우 인기가 높다. 남아시아의 최북단 지역에 위치한 파키스탄의 문화는 북인도, 특히 북서부와 다소 유사한다.

### 인도-파키스탄 국경

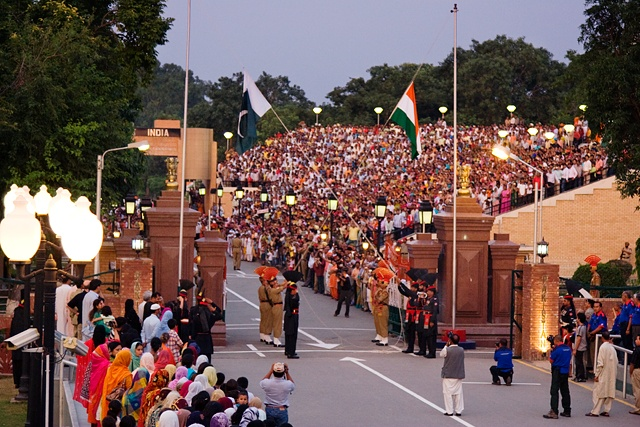
와가 근처 인도-파키스탄 국경에서 열린 저녁 국기 하강식

인도-파키스탄 국경은 인도의 펀자브주, 라자스탄주, 구자라트주와 파키스탄의 펀자브주 및 신드주를 구분하는 공식 국제 국경이다. 와가 국경은 인도와 파키스탄을 잇는 유일한 도로로, 파키스탄 라호르와 인도 암리차르를 연결하는 유명한 그랜드 트렁크 로드에 위치해 있다. 매일 저녁, 아타리-와가 국경 의식이 열리며, 깃발을 내리고 양측 경비원들이 화려한 군사 전시와 악수를 주고받다.

### 언어적 유대
힌두스탄어는 북인도와 파키스탄의 공용어이자 표준 힌디어와 우르두어로 각각 표기된 공용어이다. 표준 우르두어는 표준 힌디어와 상호 이해가 가능하다. 힌두스탄어는 스리랑카, 네팔, 방글라데시를 포함한 남아시아인들 사이에서도 널리 이해되고 사용되며, 발리우드의 언어로 아대륙 전역에서 널리 사용되고 있다.
힌두스탄어 외에도 인도와 파키스탄은 펀자브어 (인도 펀자브주에서는 구르무키 문자, 파키스탄 펀자브주에서는 샤무키 문자로 표기), 카슈미르어, 신드어의 분포를 공유한다. 이는 주로 인구 교류에 기인한 것이다. 이들 언어는 모두 남아시아 전역에서 사용되는 인도아리아어군에 속한다.

## 같이 보기
- 인도의 대외 관계
- 파키스탄의 대외 관계
- 남아시아 지역 협력 연합
- 인도의 역사
- 파키스탄의 역사
- 카슈미르 분쟁
- 인도-파키스탄 전쟁